# Hullámfürdő
A pécsi Hullámfürdő, avagy a pécsieknek a Hullám mai formájában 1935-től létezik. A város ekkor vette át előző tulajdonosától, és alakította át városi fürdővé.

## Története
A mai Hullámfürdő területén az 1800-as évek végén épült föl az első, az akkori utcanévről Ráth utcai fürdőnek nevezett létesítmény. Erről a strandról nem sokat tudunk, kép vagy más dokumentum nem maradt fenn róla. Az viszont egy korabeli térképről kiderül, hogy a közelében állt a Vasfürdő, ami az egyik első pécsi uszoda volt. 1926 áprilisában készült el dr. Maléter László ügyvéd beruházása, a modern nyári fürdő, amit a Ráth-utcai fürdő megvétele után alakított ki. A Madarász-fürdő akkori tulajdonosa hitelből építtette át a Hullám elődjét. A területet drávai homokkal szórták be, a medencét ötven méteresre bővítették. A vizet hetenként részlegesen, két-háromhetente teljesen fel kellett újítani. A strand homokjának tisztítását is megoldották. A kabinok kérdése akkor igen fontos volt. Hogy mennyire, azt a Dunántúl című lap egyik számában olvasottak jól mutatják: „a közös strandfürdő egy jókora adag érzékiség felszínre hozását vonja maga után”. A szerző igényeit nem tudni mennyire elégítették ki az új szabályok, de a tömegöltöző helyett ekkor vezették be a deszka oldalfalakkal ellátott öltözőket, a személyre szóló szekrényt. 45 kabint alakítottak ki. A női öltöző ajtajára zsalu vagy szúnyogháló dukált. A homokos területen pedig deszka választotta el a férfiakat és a nőket.
A fürdés csak teljes fürdőruhában folyhatott, úszónadrágot mindössze hatéves kor alatt engedélyeztek az illetékesek – a fiúknak. A fürdőruha elhagyása tilos volt! Már akkor is le kellett zuhanyozni vízbe merülés előtt, a homokot és sarat pedig szintén tilos volt dobálni. És hogy a zsúfoltság elkerülhető legyen, mindenki legfeljebb egy órát tartózkodhatott a fürdőben.
1929. június 2-án országos úszóversenyt is rendeztek a Maléter-fürdőben. Itt mutatkozott be Abay Nemes Oszkár, a későbbi olimpiai bronzérmes gyorsúszó, Kovács György szeniorúszó világbajnok hátúszó. A versenyen egri, szegedi fiatalok is több érmet szereztek.
1935-ben alakult át a Maléter-fürdő Hullámfürdővé, amikor a város tulajdonába került az intézmény. Az akkor Pünkösd napjára eső június 6-án avatták föl a „tenger hangulatát idéző” fürdőt, ami az ország harmadik, hullámgépezettel ellátott strandja volt. A hullámokat egy egyszerű megoldással dolgozó gép állította elő: két, vízszint alatti üregből egy-egy fémlemez préselte ki felváltva a vizet. Ez a mai napig hasonló elven történik.
Az ötvenes években Pécs egyik fő attrakcióját jelentette a Hullámfürdő. Jó időben zsúfolásig megtelt a strand, ami 2500–3000 fürdővendéget jelentett. A fürdőbe rendszeresen jártak színészek: Avar István, Fülöp Zsigmond vagy Láng József múlatta itt a színházi próbákon kívüli időt.
A Hullámfürdő egyik medencéjének lefedését 1973-ban kezdték el tervezni, és 1974. október 30-án adták át az úgynevezett "sátras", vagyis műanyag sátorral fedett medencét, ami azonban vízszűrővel nem volt ellátva. 1975-ben készült el a fürdő első, 330 köbméter/óra kapacitású vízforgatója. A fürdő medencéinek felújítását 1982-ben végezték el. A mai fürdőépületet 1987. november elsején adták át, ahol végre kulturált öltözködési lehetőség nyílott a fürdőlátogatók számára.
1995-ben, a pécsi vízmű privatizációja idején alakult meg a Pécsi Fürdő Kft., amely azóta is Pécs önkormányzatának 100%-os tulajdonában van. Feladata a fürdő üzemeltetése, amelyhez később a jelenleg elhagyatott Balokányfürdő kezelését is hozzácsatolták. Ugyanebben az évben elkezdődött a fürdő egészségmegőrző, mai szóval wellness-részlegének kialakítása. Szoláriumot, szaunát, infravörös hőkabint, edzőtermet alakítottak ki. Ugyanekkor kezdett működni a Hullámfürdőben az Aktív Hullám vállalkozás, amelynek szolgáltatásai révén a Hullámfürdő a továbbiakban gyógyfürdő besorolást kapott.
1996-ban kezdődött el egy új uszoda építése, amelynek a sátorral fedett szabadtéri medence lebontásával teremtettek helyet. Az Abay Nemes Oszkár sportuszoda 1997 novemberére készült el. Átadása után a városlakók gyorsan rászoktak az úszásra, azonban ezzel egy időben a vízisportok (úszás, vízilabda, szinkronúszás, vízihoki) is virágzásnak indultak Baranya székhelyén. Ez a kettősség konfliktusokhoz vezetett, amelyek csak egy új uszodacsarnok megépítésével válhatnának megoldottá.

## Tények
- A Pécsi Fürdő Kft. igazgatója (létesítményvezetője) Gáll Péter
- Főmérnök: Hazenauer György

## A Hullámfürdőhöz kötődő sportolók, neves személyiségek
- Abay Nemes Oszkár (1913. szeptember 13.–1959) olimpiai bronzérmes, főiskolai világbajnok, magyar bajnok gyorsúszó.
- Gróf Ödön (1915. április 15.–1997. január 16.) Európa-bajnok, olimpiai bronzérmes gyorsúszó, főiskolai világbajnok, magyar bajnok, Magyarország örökös úszóbajnoka.
- Kovács György (1915–) Európa-bajnok, sokszoros Európa- és világbajnoki helyezett, magyar bajnok szenior úszó.
- Bodor Richárd Európa-bajnoki bronzérmes mellúszó.
- Kovács Ervin paralimpiai ezüstérmes, világ- és Európa-bajnok paraúszó.

## Külső hivatkozások
- Hivatalos weboldal